# Levofloxacina
La levofloxacina és un medicament antibiòtic, de la família de les quinolones. S'utilitza per tractar una sèrie d'infeccions bacterianes incloent sinusitis bacteriana aguda, pneumònia, infecció per Helicobacter pylori (en combinació amb altres medicaments), infecció del tracte urinari, prostatitis crònica i alguns tipus de gastroenteritis. Juntament amb altres antibiòtics, es pot utilitzar per tractar la tuberculosi, la meningitis o la malaltia inflamatòria pèlvica. En general, només es recomana l'ús quan no hi ha altres opcions disponibles. Està disponible per boca, per via intravenosa, i en forma de gotes per als ulls. Comercialitzat a Espanya com a EFG, i Tavanic, entre d'altres.
Els efectes secundaris comuns inclouen nàusees, diarrea i problemes per dormir. Els efectes secundaris greus poden incloure ruptura de tendó, inflamació de tendó, convulsions, psicosi i dany als nervis perifèrics potencialment permanents. El dany del tendó pot aparèixer mesos després de finalitzar el tractament. Les persones també poden patir cremades solars més fàcilment. En persones amb miastènia gravis, la debilitat muscular i els problemes respiratoris poden empitjorar. Tot i que no es recomana l'ús durant l'embaràs, el risc sembla ser baix. L'ús d'altres medicaments d'aquesta classe sembla ser segur durant la lactància materna; tanmateix, la seguretat de la levofloxacina no està clara. La levofloxacina és un antibiòtic d'ampli espectre de la classe de fàrmacs fluoroquinolones. Normalment provoca la mort del bacteri. És l'isòmer esquerre de l'ofloxacina.
La levofloxacina es va patentar el 1985 i es va aprovar per a ús mèdic als Estats Units el 1996. Està a la Llista de medicaments essencials de l'Organització Mundial de la Salut. Està disponible com a medicament genèric.